# Gisèle Casadesus
Gisèle Casadesus (París, 14 de junio de 1914-Issou, 24 de septiembre de 2017) fue una actriz francesa de larga trayectoria.

## Biografía
Era hija del compositor y director de orquesta Henri Casadesus y la arpista Marie-Louise Beetz. Se casó en 1934 con el actor Lucien Pascal, con quien tuvo cuatro hijos: el director de orquesta Jean-Claude Casadesus, la actriz Martine Pascal, la pintora Béatrice Casadesus y Dominique Probst. Era abuela de los actores Olivier Casadesus y Barbara Probst.
Su esposo, Lucien Pascal, falleció el 12 de agosto de 2006, a los 100 años.
Gisèle Casadesus murió en su casa parisina el 24 de septiembre de 2017 "pacíficamente" y "rodeada del amor de sus seres queridos", según las palabras que su hijo Jean-Claude transmitió a la AFP.

## Trayectoria
Entró a la Comédie-Française en 1939 y permaneció allí hasta 1967. Su actividad en teatro, cine y televisión abarca más de medio siglo. En el año 2010, a los 96 años, protagonizó junto a Gérard Depardieu la película de Jean Becker, Mis tardes con Margueritte. 
Gisèle Casadesus fue condecorada en 1990 con la Legión de Honor.

## Honores
- Molières 1993: por Le Jugement dernier
- Molières 1994: por le Retour en Touraine
- Molières 2003 : Molière d'honneur

## Distinciones
- Comandante de la Legión de Honor
- Comandante de la Orden nacional del Mérito
- Commandeur des Arts et Lettres